# Le Fil de la vierge
Le Fil de la vierge est un film muet français réalisé par Louis Feuillade sorti en 1910.

## Fiche technique
- Réalisation : Louis Feuillade
- Scénario : Christiane Mandelys
- Société de production : Société des Établissements L. Gaumont
- Pays : France
- Format : Muet - Noir et blanc - 1,33:1 - 35 mm
- Métrage : 107 m
- Date de sortie : 
  -  France - 1910